# Goleta (Califórnia)
Goleta é uma cidade localizada no estado americano da Califórnia, no condado de Santa Bárbara. Foi incorporada em 1 de fevereiro de 2002.

## Geografia
De acordo com o United States Census Bureau, a cidade tem uma área de 20,6 km², onde 20,4 km² estão cobertos por terra e 0,2 km² por água.

### Localidades na vizinhança
O diagrama seguinte representa as localidades num raio de 24 km ao redor de Goleta.

## Demografia
Segundo o censo nacional de 2010, a sua população é de 29 888 habitantes e sua densidade populacional é de 1 460,74 hab/km². É a cidade que, em 10 anos, teve a maior redução populacional do condado de Santa Bárbara. Possui 11 473 residências, que resulta em uma densidade de 560,73 residências/km².